# Bitaugán
Bitaugán (Barangay Bitaugan) es un barrio de la ciudad de Surigao  situado en la isla de Bayagnán, adyacente a la costa noroeste de la también isla de Mindanao. Forma parte de  la provincia de Surigao del Norte  en la Región Administrativa de Caraga, también denominada Región XIII. Para las elecciones está encuadrado en el Segundo Distrito Electoral.

## Geografía
Bitaugán se encuentra 15 kilómetros al nordeste de la ciudad  de  Surigao ocupando el extremo noroccidental   de  la isla de Bayagnán, lindando al sur con el barrio de Sugbay.

### Población
El año 2000 contaba este barrio con 487 habitantes que ocupaban 98 hogares. En 2007 son 570 personas, 582 en 2010.

## Historia
A finales del siglo XIX  formaba parte del  Tercer Distrito o provincia de Surigao: Con sede en la ciudad de Surigao comprendía  el NE. y Este de la isla de Mindanao y, además, las de Bucas, Dinágat, Ginatúan, Gipdó, Siargao, Sibunga y varios islotes entre los que se encontraba Bayagnán.

## Lugares de interés
- Bitaugan Whirlpool, un lugar donde uno puede ser testigo del bramido del mar.

A tiro de piedra de la aldea la corriente que crea un remolino a modo de  bañera de hidromasaje donde la fuerza del mar se considera un peligro para los marinos.